# روبن هيشت
روبن هيشت هو رائد أعمال سويسري، ولد في 15 أغسطس 1909 في أنتويرب في بلجيكا، وتوفي في 14 أبريل 1993.